# Rugby Europe
Rugby Europe este organismul sportiv de conducere al rugby-ului în Europa. S-a format în 1999 sub denumirea Fédération Internationale de Rugby Amateur-Association Européenne de Rugby (prescurtată FIRA-AER, Federația Internațională de Rugby Amator-Asociația Europeană de Rugby) din confederația FIRA, înființată în 1934 pentru a organiza și promova rugby-ul în Europa, în afara sferei de control a organismului International Rugby Board (acum World Rugby). În 2014 s-a redenumit Rugby Europe. Din 2013 este prezidată de românul Octavian Morariu.

## Membri și asociați
Federațiile care sunt doar asociate la World Rugby sunt indicate cu caractere cursive. Federația grecă a fost suspendată de World Rugby în noiembrie 2014 în așteptarea recunoașterii de către statul grec.
- Andorra (1991)
- Austria (1992)
- Azerbaidjan (2004)
- Belgia (1988)
- Bosnia și Herțegovina (1996)
- Bulgaria (1992)
- Croația (1992)
- Cipru (2014)
- Cehia (1988)
- Danemarca (1988)
- Anglia (1890)
- Finlanda (2001)
- Franța (1978)
- Georgia (1992)
- Germania (1988)
- Grecia (2009)
- Ungaria (1991)
- Irlanda (1886)
- Israel (1988)
- Italia (1987)
- Letonia (1991)
- Lituania (1992)
- Luxemburg (1991)
- Malta  (2000)
- Republica Moldova (1994)
- Monaco (1996)
- Țările de Jos (1988)
- Norvegia (1993)
- Polonia (1988)
- Portugalia (1988)
- România (1987)
- Rusia (1990)
- Scoția (1886)
- Serbia (1988)
- Slovenia  (1996)
- Spania (1988)
- Suedia (1988)
- Elveția (1988)
- Ucraina (1992)
- Țara Galilor (1886)

Opt federații europene sunt membre ale Rugby Europe, dar nu sunt afiliate la World Rugby. Armenia a fost suspendată de către Rugby Europe în noiembrie 2014 din lipsă de activitate.
- Armenia
- Belarus
- Estonia
- Islanda
- Liechtenstein
- Muntenegru
- San Marino
- Slovacia
- Turcia

## Legături externe
- Site-ul oficial al World Rugby